# Convento de Santa Inés de Bohemia
El convento de Santa Inés de Bohemia se encuentra en la ribera derecha del río Moldava en el área histórico de la Ciudad Vieja de Praga. Este convento —de la orden de Frailes Menores y la Orden de las hermanas pobres de Santa Clara— fue fundado probablemente el en año 1231 por Inés de Bohemia, quien se convirtió en su primera abadesa y que fue beatificada en 1874 y canonizada en 1989 como santa Inés de Bohemia.

## Historía

### La fundadora

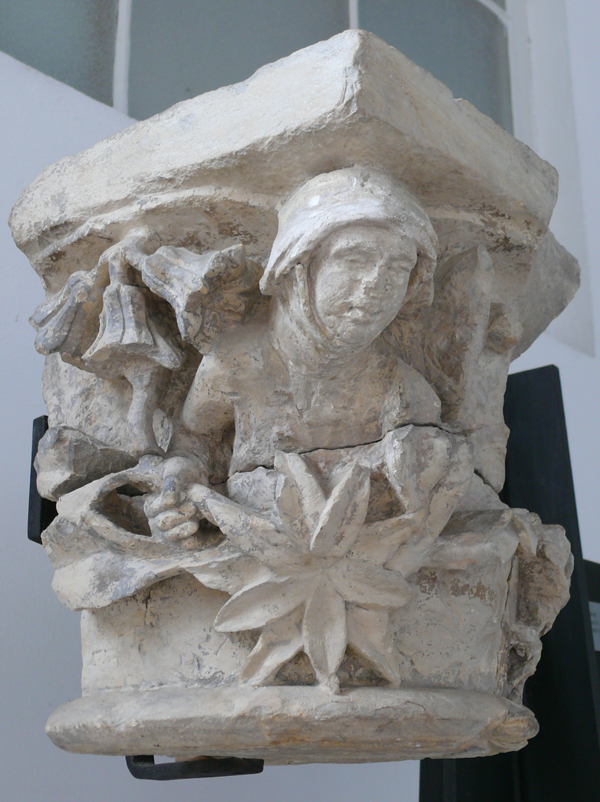
Supuesto retrato de santa Inés de Bohemia en el capitel del arco triunfal de la iglesia de San Salvador

Inés de Bohemia, la hija menor del rey Otakar I de Bohemia, se educaba desde la edad de 3 años en el convento de “Slezská Třebnice” y más tarde en el convento Doxan, que tuvo el efecto en su futura decisión en dedicarse a la vida religiosa. Su padre la prometió al hijo del rey Enrique de Hohenstaufen y por ello Inés tuvo que ir a Viena, donde conoció la arquitectura gótica cisterciense. Vivió seis aňos en el convento de Klosterneuburg, pero después de la cancelación de su compromiso se volvió a Praga. Inés recibió otra oferta de matrimonio del rey Federico II Hohenstaufen, pero después de que falleciera su padre decidió, en lugar de casarse, aceptar la orden más nueva de la edad. Fue apoyada por su familia y por el papa y estableció su propio convento.

### La orden de los Frailes Menores y la Orden de las hermanas pobres de Santa Clara
Con el desarrollo de las ciudades en la Europa central y occidental en el siglo XII y XIII apareció necesidad de cuidar a los necesitados en el ambiente urbano. Francisco de Asís fundó la Orden de Frailes menores en el principio de la vida sin bienes materiales y con énfasis a predicación y extender a la religión. La parte femenina de la Orden fue establecida por santa Clara de Asís, que vivía en la iglesia de Santo Damián, cerca de Asís. La filosofía de la Orden de las clarisas era parecida a la de la Orden de Frailes Menores y además las monjas se dedicaban a cuidar a los enfermos. Las ideas de san Francisco llegaron también a la Bohemia y penetraron en la Corte real. La primera seguidora de esta filosofía era la prima de Inés, Isabel de Hungría (princesa de Hungría). En esa momento, las órdenes todavía estaban formándose, y por lo tanto tuvieron varios conflictos con la curia papal.

### La primera etapa de construcción

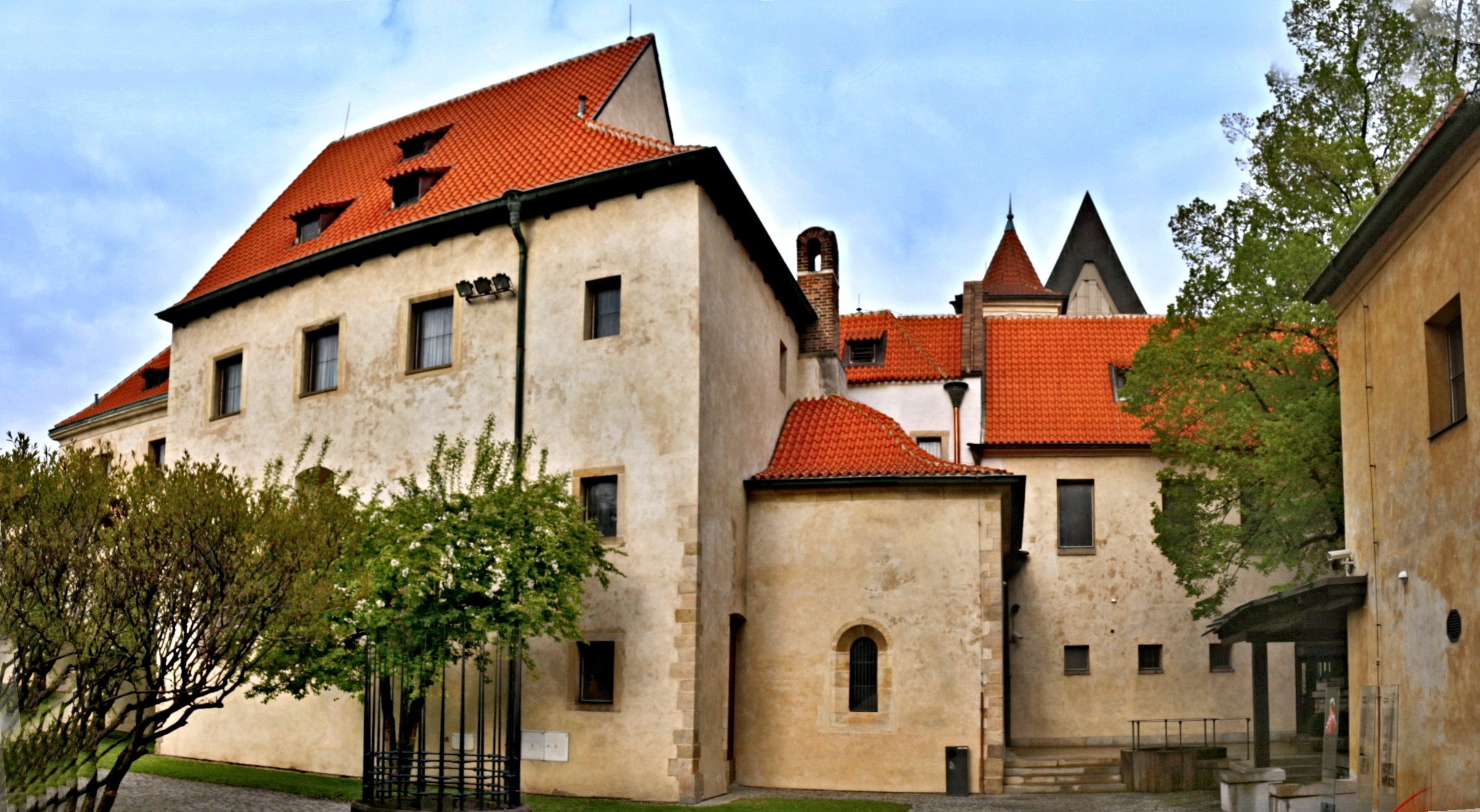
La capilla funeraria de las Clarisas en el convento de Santa Inés

La fecha exacta de la fundación de convento es desconocida, pero lo más probable es el año 1231, cuando fueron terminados las actuaciones sobre el matrimonio de Santa Inés. Su hermano Wenceslao I de Bohemia le cedió un solar en la ribera derecha de Moldava, que era ventajoso para construir un hospital. Simultáneamente Wenceslao I le concedió todos los privilegios y libertades para el convento.
Una de las partes más viejas del convento era el espacio sacro principal, la iglesia de San Francisco, que todavía no tenía el presbiterio en primera etapa. Simultáneamente con la iglesia fue construida la parte oriental del convento que estaba al norte de la iglesia de San Francisco. La construcción fue relativamente rápida, y ya en el año 1234 el convento fue consagrado. En el año 1233 llegaron cinco monjas tridentinas, al parecer del convento de Santa Clara, y después se afiliaron otras siete chicas nobles del reino checo. El convento de las clarisas y la iglesia de San Francisco se abrieron en el día, cuando Inés de Bohemia ingresó en la orden, el 25 de marzo de 1234. En los años 1234-1238 hay documentada correspondencia entre santa Inés y santa Clara y el papa Gregorio IX. En el año 1237 el papa concedió muchos privilegios importantes al convento.

### La segunda etapa de construcción
En la etapa siguiente se construyó la parte masculina del convento, en lugar del hospital anterior y la capilla de Santa Bárbara que había sido unida a la nave lateral de la iglesia de Santo Francisco. Al lado de muro septentrional del presbiterio había construido un edificio residencial con tres bóvedas, pero dentro de poco se reconstruyó en la capilla de Virgen María. Al norte de esta capilla había colocado la capilla privada de Santa Inés y sobre ella el piso propio de Santa Inés. En la segunda etapa se construyó también el ámbito de las clarisas con seis bóvedas en todas ramas. En los años 1250 fue conectada cocina. Wenceslao I apoyó a Santa Inés hasta su muerte en el año 1253, y fue enterrado en la iglesia de San Francisco en el eje del presbiterio; en ese eje también fue enterrada su esposa Cunegunda de Suabia.
En el presbiterio nuevo en la iglesia de San Francisco se han encontrado nuevas marcas de canteros, así que hay evidencias de la llegada de una nueva compañía de albañiles a Praga en esa etapa de construcción.

### La tercera etapa de construcción

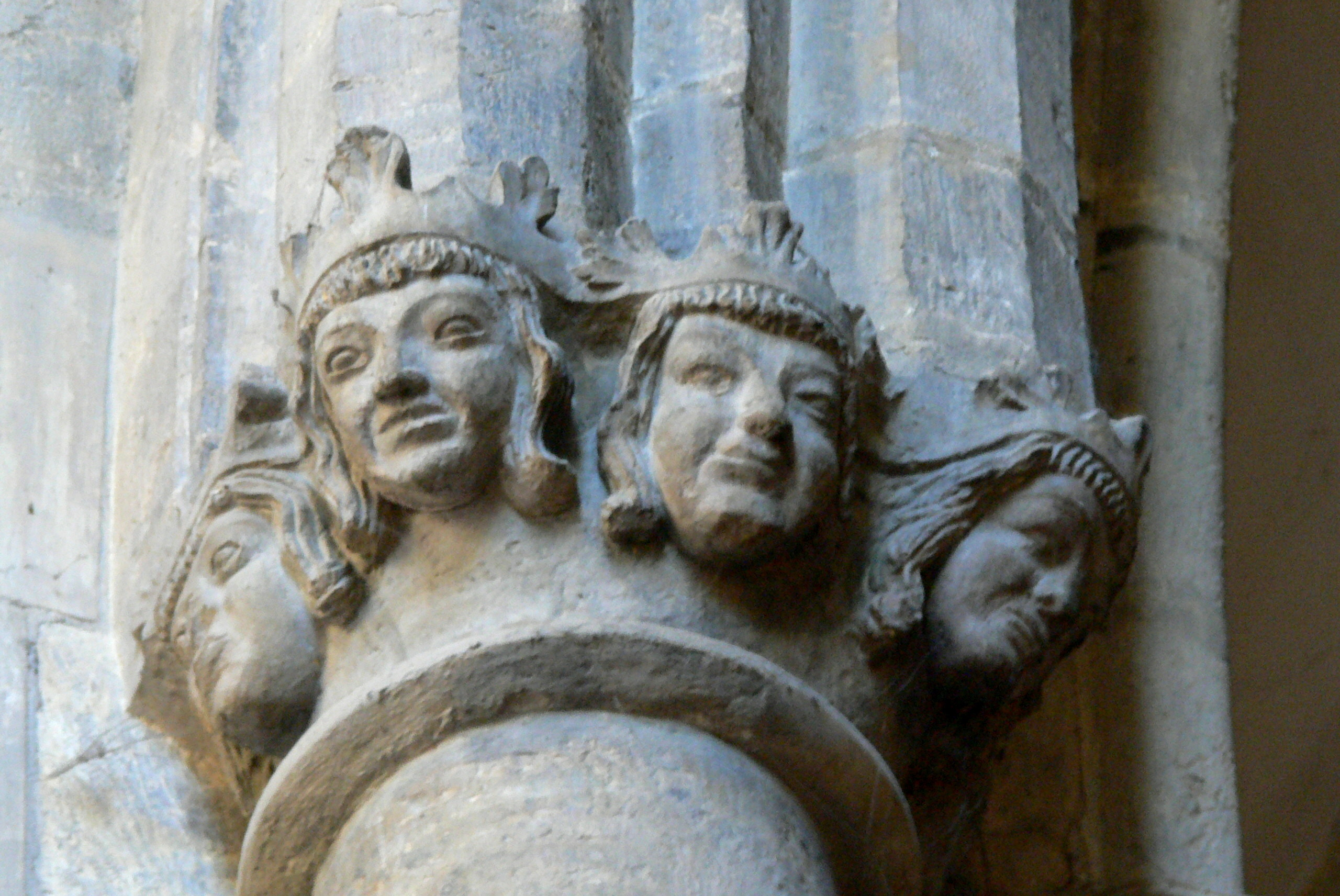
El capitel con una representación de reyes de Bohemia

Después de la muerte de Wenceslao, Inés empezó con su sobrino Otakar II de Bohemia la construcción del mausoleo, en ocasión de su coronación el 26 de diciembre de 1261. Para construir un edificio de tanta importancia había invitado a un maestro de Francia, cuyo nombre no se conoce. Fue construida nave con dos bóvedas nervadas de arista terminadas con claves pentagonales. Como lo último en esta etapa se hizo un arco triunfal entre la nave y la capilla de Virgen María.
Para enseñar el poder de los Premislidas y que Otakar II de Bohemia se quería convertir en un emperador, la capilla seguía las líneas de Sainte Chapelle en París y se hizo la casilla de las reliquias más importantes del reino de Bohemia, de las cuales la más valiosa era la cruz de Otakar II de Bohemia. En el tiempo, cuando se construyó el mausoleo, se crearon muchos manuscritos iluminados y muebles, cuyo nivel artístico corresponde con el crecimiento cultural y político del reino checo.

### El convento después de la muerte de la fundadora
En el año 1277 Inés de Bohemia aceptó la llegada de Cunegunda —la hija de Otakar II de Bohemia y la reina de Bohemia— al convento, pero después de un año, después de la muerte de Otakar II, llegó al poder Wenceslao II de Bohemia con edad de 7 años, y por eso en Bohemia empezó una edad de confusiones y hambruna. Santa Inés creía en el ascenso de la dinastía de Premislidas, y por eso compartía las experiencias con Cunegunda. En el año 1282  murió Inés de Bohemia y, aunque fue toda su vida venerada, su canonización no llegará hasta muchos años después de su muerte (en 1989).
Su posición lo asumió Cunegunda (que tenía 18 años), pero después de la muerte de Inés el convento ya no tenía tanta importancia para la familia real. Wenceslao II fundó el año 1297 un nuevo convento cístersiense  en Zbraslav consagrado a Cristo y la Virgen María, que debería convertirse en nuevo mausoleo para la familia real. Pronto fue enterrada su hija menor en la cripta de San Salvador.

### sigloXIV
Desde el siglo XIV fue el convento de Clarisas fuera de la principal corriente política y artística. Se empezó con la reconstrucción cuando llegó al poder Carlos IV con relación al crecimiento de la ciudad.
Se construyeron bóvedas encima del dormitorio y las ventanas originales fueron rebajadas y sustituidas con nuevo decoración. La tribuna de madera en la nave principal en San Francisco fue sustituida con una de piedra y se construyó nuevo portal en el lado occidental. Uno de los detalles de la calidad más alta es el portal delgado en el muro meridional del presbiterio con el tímpano lleno, en el que se pueden ver restos de la policromía rojo y azul originales. Originalmente fue ilustrada también la iglesia de San Salvador, pero el resto de los espacios sacrales eran sin decoración gráfica. Al final se reconstruyó la capilla de Santa Bárbara (en plano más grande, rectangular, con dos columnas en el eje y una bóveda estrellada).

### Desde lasguerras husitas

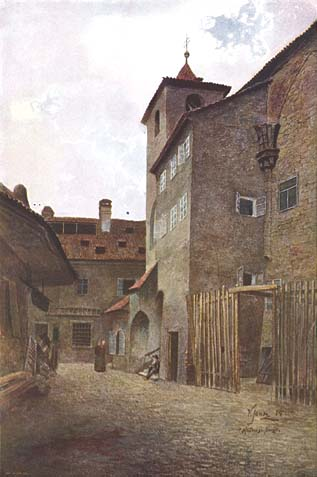
El patio en el espacio de la iglesia de San Francisco (al final del)

En comparación con otros conventor, el convento de Santa Inés sobrevivió sin grandes pérdidas. Servía como armería y ceca. El edificio no se estropeó, pero en otro lugar todo el equipo fue destruido. Con la llegada de Habsburgos se trasladaron al convento (ya vacío) los dominicanos, quien vivían en la parte femenina del convento y empezaron a vender la segunda parte del convento en parcelas, y por eso se formó nuevo barrio.
En el siglo XVII el convento fue vuelto a la Orden Franciscana pero no era en buenas condiciones y seguía a arruinarse. En el año 1611 se cayeron las bóvedas encima de la iglesia de San Francisco y desde ese tiempo servía como cementerio. En el año 1782 (durante el gobierno de José II de Austria) el convento fue cancelado y vendido. Nuevos dueños reconstruyeron el convento a pequeños pisos para pobres, almacenes y talleres.
En la segunda mitad del siglo XIX se formó un grupo con el esfuerzo de la reconstrucción del convento (aparecieron planes de los arquitectos J. Mocker, A. Cechner y J. Koula) y la renovación siguió hasta el año 1914. Desde el año 1939 transcurrió una investigación histórica y técnica bajo el profesor Oldřich Stefan y la investigación arqueológica dirigida por arqueólogo I. Borkovský.

### Actualidad
En el año 1963 empezó a ser el propietario del convento La galería nacional y empezó la última etapa de renovación. Desde el año 1978 el convento es un monumento nacional.

## La descripción
La fundadora provenía de la Familia Real y fue educada en conventos, y por eso desde los principios se creó un convento con una concepción muy generosa.
La composición de los edificios del convento muestra la influencia de la arquitectura císter borgona, que fue extendida por toda la Europa central antes del siglo XIII. Como no había las prescripciones de construcción exactas de la arquitectura francesa, en esta edad aparecieron muchos experimentos de composición. A la vez, para la primera etapa es típica la mezcla de elementos románicos tardío y elementos góticos (especialmente en la iglesia de San Francisco).

### La composición
Desde el vestíbulo (con el modelo de convento) se puede acceder, a la izquierda, a la primera planta con la exposición de galería nacional , y a la derecha al ámbito del convento, de donde se puede  llegar a otras partes del edificio: a la izquierda está la cocina (hoy sirve como caja), enfrente el refectorio, sala capitular y la escalera al dormitorio en primera planta. En este lado se puede  encontrar también la entrada a la capilla de Virgen María y otros espacios sacrales. En la prolongación de la capilla, enfrente de la entrada, está el mausoleo de los Premislidas, la iglesia de San Salvador, en el lado meridional el presbiterio de la iglesia de San Francisco, y en el lado norte, hay un espacio pequeño del oratorio privado de Santa Inés.

### La iglesia de San Francisco
La iglesia ahora está conservada solamente como el torso. Originalmente era asimétrico, con dos naves y tres bóvedas en cada nave. Al lado meridional de la nave principal colinda la nave secundaria y al norte estaba el edificio del convento. Esta disposición tuve su razón práctico: para que las clarisas podían legar a la tribuna directamente del dormitorio. Siguiente las leyes las monjas no podían estar en contacto con el půblico y por eso tenían su propio sitio, desde donde podían asistir a los oficios..

### El refectorio y el escritorio
Una sala de dos partes al lado de las escaleras servía como refectorio y escritorio, pero se podía utilizar como una habitación entera. Esta sala está dividida en dos partes por dos arcos transversales que están apoyados por una columna central. Ambas partes son accesibles con su propio portal en el muro occidental.

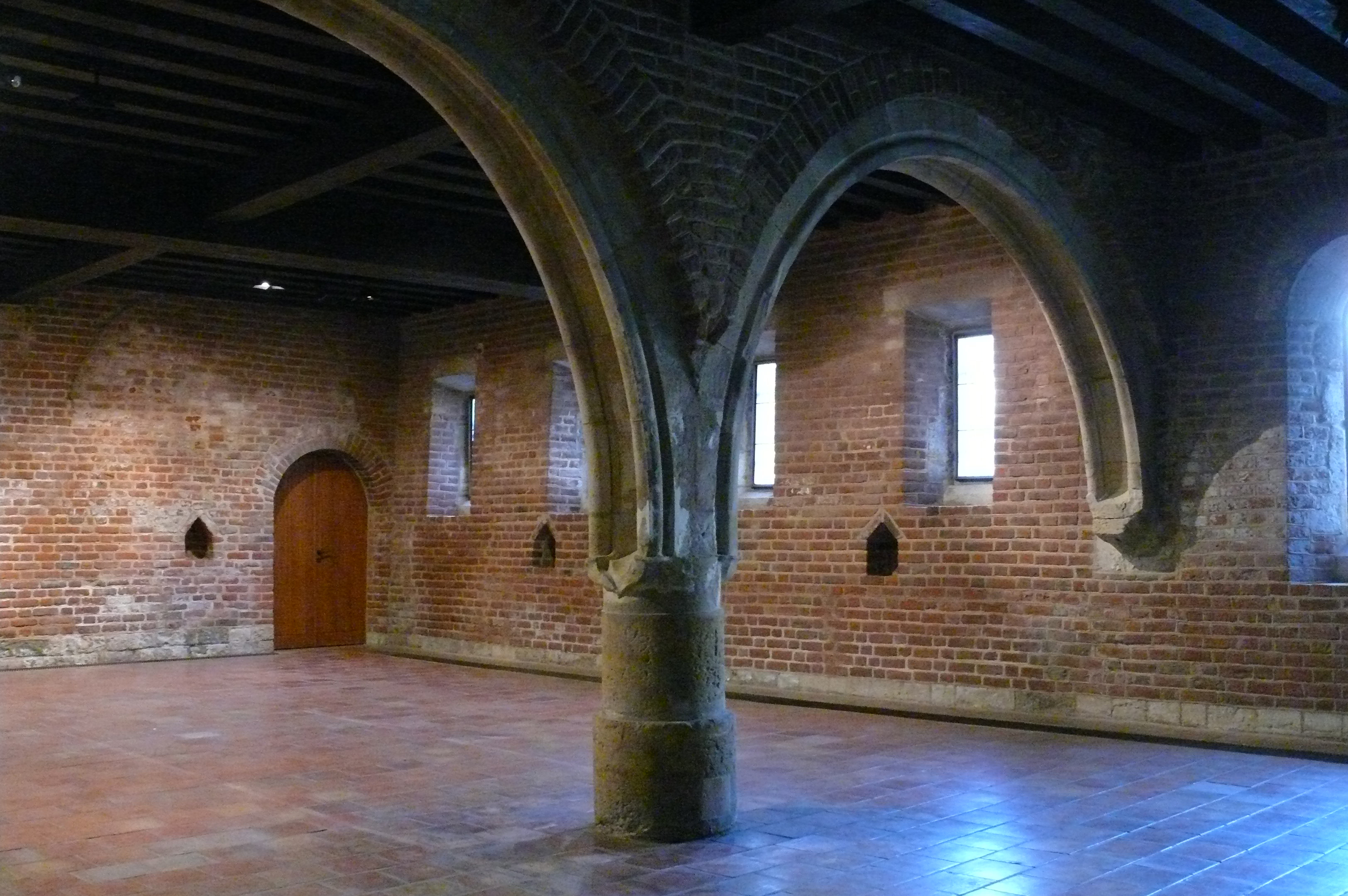
El refectorio y el escritorio

### El presbiterio de la iglesia de San Francisco y el convento de minoritas
Al lado del norte de la nave principal de la iglesia fue conectado el presbiterio con dos bóvedas y el final pentagonal. Era accesible solamente para los hombres y por eso fue conectado (en el muro meridional) al convento masculino. En el presbiterio se han encontrado diferentes marcas de los canteros que demuestran la llegada de nueva compañía. Las bóvedas eran separadas por pilares simples redondos, terminados con capiteles de una forma de copa, de que continuaban nervios hasta la clave con el adorno floral. La habitación era iluminada por ventanas grandes con tracerías simples.

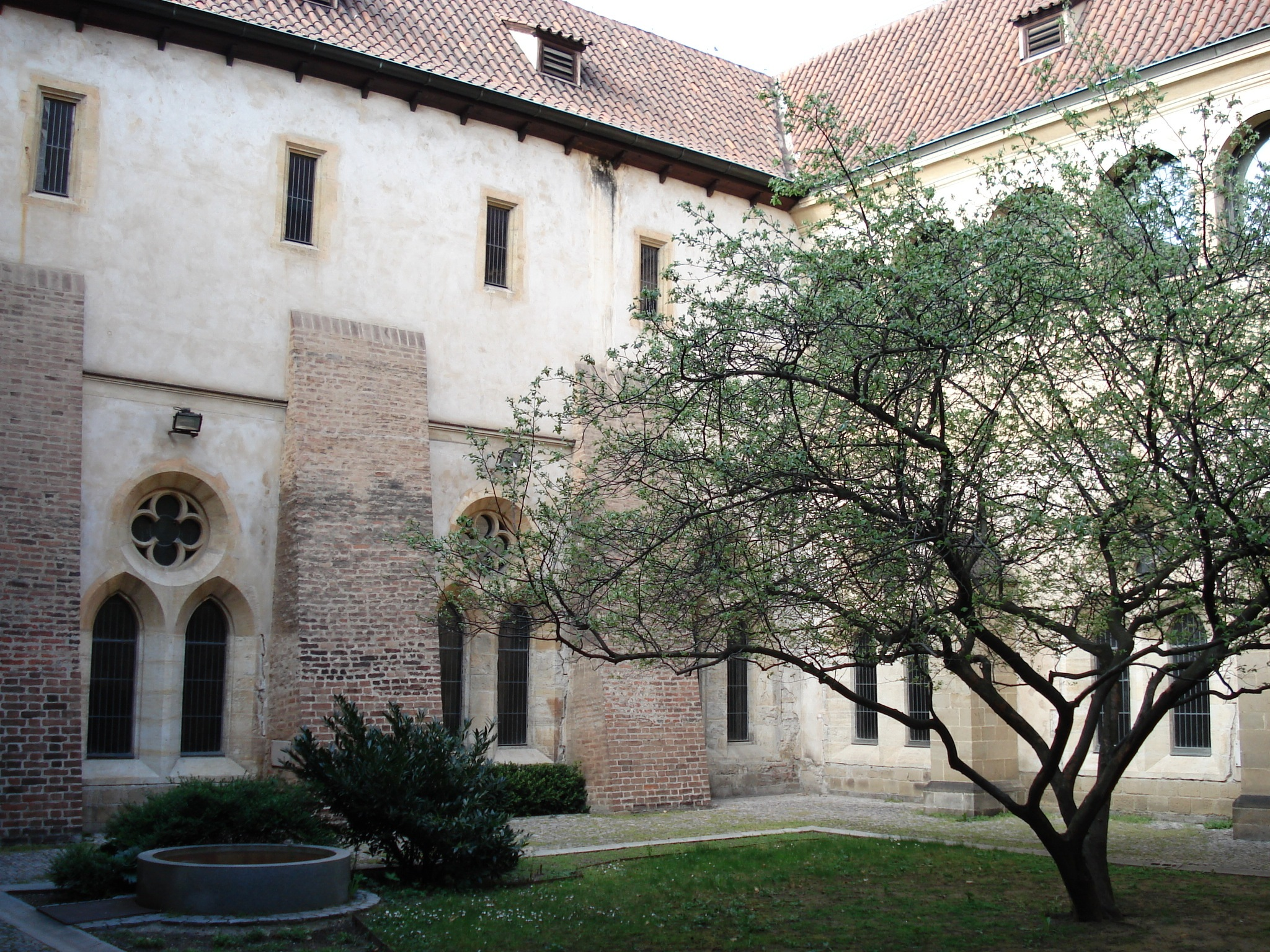
El patio

### La capilla de Virgen María y espacios privados de Santa Inés
Al lado del muro septentrional se construyó un edificio residencial con tres bóvedas, pero pronto se reconstruyó a la capilla se Virgen María. Al norte de dicha capilla fue situada la capilla privada de Santa Inés y arriba, en primera planta, había su propia vivienda (conectada con unas escaleras en el muro septentrional).

### El ámbito de las Clarisas
El ámbito fue construido en la segunda etapa de construcción y tenía 6 bóvedas.

### La iglesia de San Salvador

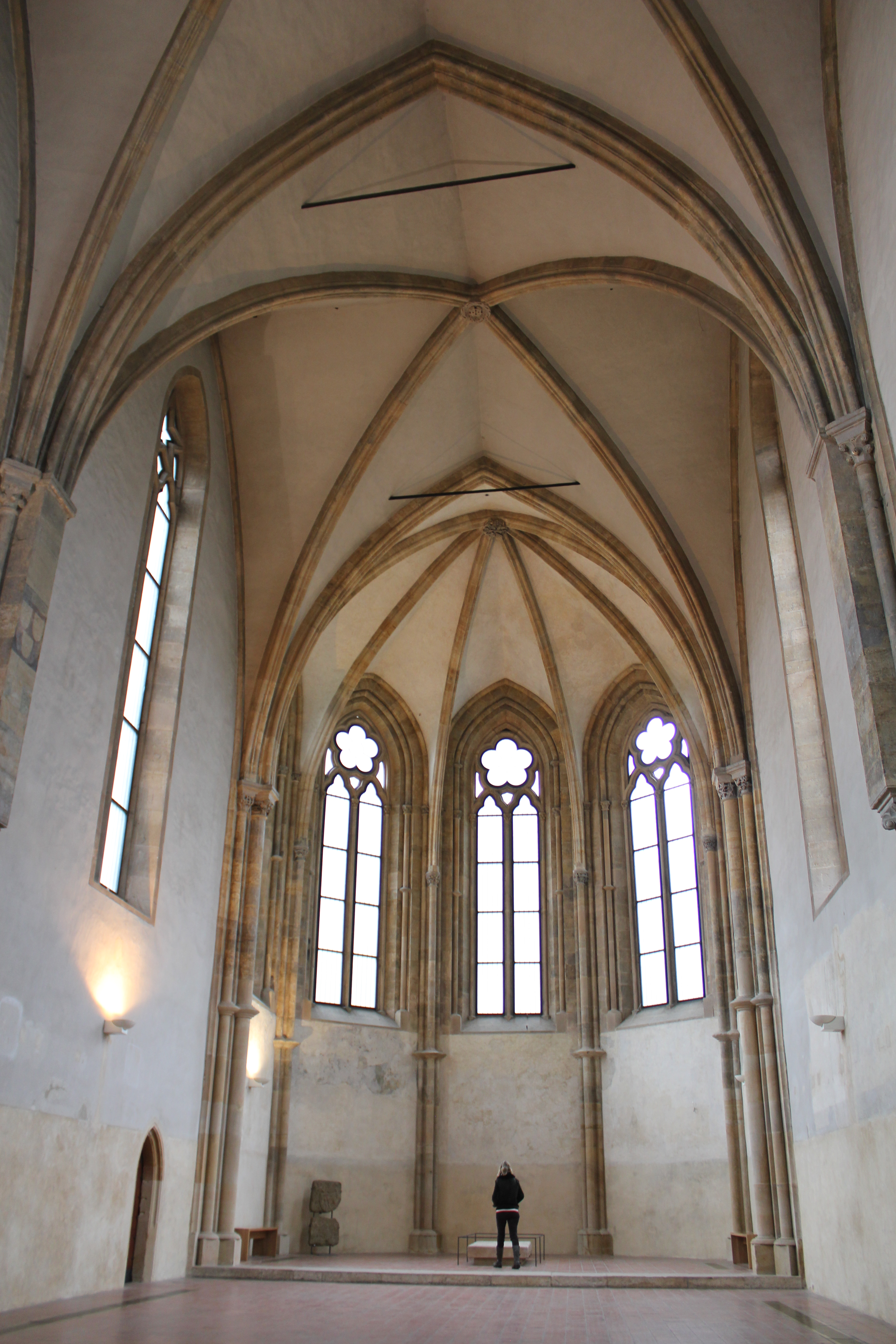
El presbiterio de la iglesia de San Salvador

La nave de la iglesia de San Salvador con dos bóvedas de arista terminada con el final pentagonal es la obra de un maestro francés desconocido. A bajo del presbiterio hay una cripta con bóveda de cañón accesible de las escaleras en el muro meridional. La nave está conectada con la capilla de Virgen María con un arco triunfal, que se creó más tarde que la iglesia y que utiliza, como el resto de la iglesia, la proporción del número áureo. En los capiteles del arco están representadas las cabezas de cinco monarcas checos y sus esposas.